# Гостюхино (посёлок железнодорожной станции)
Гостюхино — посёлок железнодорожной станции в Ковровском районе Владимирской области России, входит в состав Клязьминского сельского поселения.

## География
Посёлок расположен в 9 км на юго-запад от центра поселения села Клязьминский Городок и в 10 км на восток от райцентра города Ковров, железнодорожная станция Гостюхино на линии Ковров — Нижний Новгород. 

## История
Посёлок образовался при железнодорожной станции Гостюхино в начале XX века, название получил по находящейся в 1 км деревне Гостюхино. В 1926 году в посёлке числилось 3 двора.
С 1929 года посёлок входил в состав Ащеринского сельсовета Ковровского района, с 1940 года — в составе Осиповского сельсовета, с 2005 года — в составе Клязьминского сельского поселения.

## Население
| 1926 | 2002 | 2010 | 2021 |
| ---- | ---- | ---- | ---- |
| 17   | ↗60  | ↘31  | ↘25  |